# Verein für Bewegungsspiele 91 Suhl 2015-2016
Questa voce raccoglie le informazioni riguardanti il Verein für Bewegungsspiele 91 Suhl nelle competizioni ufficiali della stagione 2015-2016.

## Organigramma societario
Area direttiva
- Presidente: Tankred Schipanski

Area tecnica
- Allenatore: Andreas Renneberg
- Allenatore in seconda: Mathias Fritsch
- Scout man: Jens Ellmrich, Olaf Garbe

Area sanitaria
- Medico: Ulf Schlegelmilch
- Fisioterapista: Maria Bose, Steffi Wichmann, Franziska Wiedemann

## Rosa
| N° | Nome                | Ruolo | Data di nascita | Nazionalità sportiva |
| -- | ------------------- | ----- | --------------- | -------------------- |
| 2  | Michelle Petter     | L     | 4 febbraio 1997 | Germania             |
| 3  | Veronika Trnková    | C     | 13 ottobre 1995 | Rep. Ceca            |
| 4  | Lia-Tabea Mertens   | P     | 31 maggio 1994  | Germania             |
| 5  | Erika Salanciová    | S     | 14 giugno 1991  | Slovacchia           |
| 6  | Dominika Drobnaková | S     | 4 giugno 1992   | Slovacchia           |
| 7  | Martina Jelinková   | P     | 1º maggio 1989  | Rep. Ceca            |
| 9  | Madison Mahaffey    | C     | 9 agosto 1993   | Stati Uniti          |
| 11 | Claudia Steger      | S     | 10 marzo 1990   | Germania             |
| 13 | Miloslava Lauerová  | L     | 11 giugno 1978  | Rep. Ceca            |
| 14 | Jordanne Scott      | S/O   | 2 ottobre 1990  | Stati Uniti          |
| 15 | Christina Speer     | C     | 29 giugno 1987  | Stati Uniti          |